# Wellpapp

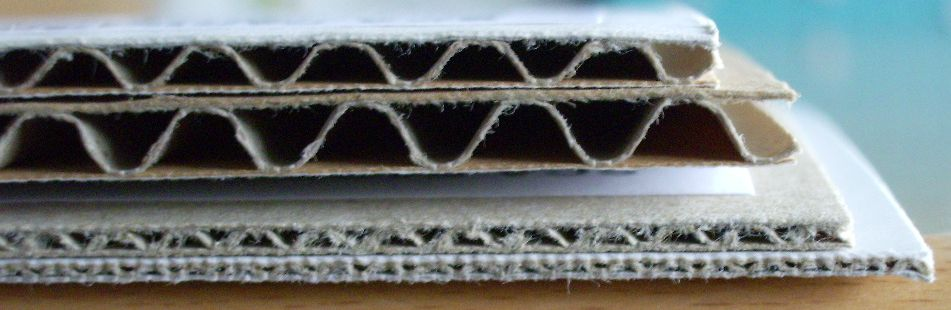
Wellpapp med olika fluting

Wellpapp (uttalas "vellpapp"; av tyskans Welle, våg), vågig papp (fluting eller pipor) med på båda sidor pålimmat papper (liner eller planskikt). Wellpapp används huvudsakligen till att göra lådor, men även till lådinredningar och liknande då materialet har en stötdämpande funktion. Wellpappens FCT-värde (Flat crush test) anger dess förmåga att klara ett plantryck. BCT-värdet (Box compression test) anger en wellpapplådas staplingsstyrka.

## Återvinning
Wellpapp kan återvinnas till 100 %. I Norge återvanns (år 2000) 90 % av all wellpapp som används på den norska marknaden.

## Allmänt
Wellpapp uppfanns av amerikanen Albert L Jones och är ett förpackningsmaterial som används som transport- och exponeringsemballage för allt från möbler, bildelar och vitvaror till läkemedel och livsmedel.
Detta material används mest för transportemballage runt om i världen. Det började användas som emballage till flaskor redan 1871.

## Konstruktion
Tre eller flera skikt papper limmas ihop på så sätt att det mellersta skiktet är vågformat och de två omgivande skikten plana. Resultatet blir en lätt och styv fackverkskonstruktion enligt samma princip som används i flygplansvingar, broar och andra krävande byggnadskonstruktioner. Ett plant skikt kallas liner eller linerskikt, medan ett vågformat skikt kallas fluting eller flutingskikt.
Fluting kommer från engelskans ”flute” (flöjt, pipa) och är en beteckning på de rörformiga luftfyllda ”pipor” som bildas mellan liner och fluting. Enwell har ett vågskikt, omgivet av två planskikt. Tvåwell har två vågskikt och tre planskikt.
Trewell är wellpapp med tre vågskikt och fyra planskikt. Enkelwell består av ett vågskikt och ett planskikt.

## Egenskaper
Wellpappens konstruktion förenar en rad synbarligen oförenliga egenskaper i ett enda material. Det kombinerar nämligen styrka och styvhet med flexibilitet och stötdämpning. Det finns knappast något annat förpackningsmaterial som ger så stor styvhet i förhållande till materialinsatsen, vilket gör det materialsnålt. Wellpapp är mycket lätt att produktanpassa. Materialet kan ges mycket varierande egenskaper beroende på vilka papperskvaliteter som väljs. Den färdiga wellpappen kan stansas, vikas, limmas och dekortryckas i alla upptänkliga former, storlekar och utseenden.

## Miljö

EU-koden för wellpapp.

Wellpapp produceras uteslutande av förnybara råvaror. Papperet tillverkas av barr- och lövmassa plus använd wellpapp som gått i retur. Limmet produceras huvudsakligen av majsstärkelse, som är helt vattenlösligt, giftfritt och återvinningsbart. När kraven på fuktskydd och vattentålighet är stora kan wellpappen tillverkas med ett plastskikt på eller inuti wellpappen. Tack vare den låga mängden plast kan även det återvinnas. Wellpapp är också ett utmärkt bränsle, med ca 3,6 kWh/kg i bränslevärde.